# Andosilla
Andosilla – gmina w Hiszpanii, w Nawarze, o powierzchni 51,62 km². W 2011 roku gmina liczyła 2950 mieszkańców.